# Peter Hübner (Tischtennisspieler)
Peter Hübner (* 13. Dezember 1938 in Wuppertal; † 28. Februar 2020 in Mettmann) war ein deutscher Tischtennisspieler. Er war dreimaliger Weltmeister der Senioren.
Hübner erreichte 1961/62 beim Bundesranglistenturnier den fünften Platz. 1962 wurde er dreimal für Länderspiele nominiert. Bei der Europameisterschaft 1962 belegte er mit der deutschen Mannschaft Platz drei, wobei er in den Mannschaftskämpfen alle drei Spiele ohne Satzverlust gewann.
Angefangen hat Hübner bei einem Vorgängerverein des ASV Wuppertal. Von hier wechselte er zum Wuppertaler SV, wo er bis 1962 spielte, danach bei Post SV Düsseldorf und Borussia Düsseldorf, mit der er von 1969 bis 1971 dreimal in Folge die deutsche Mannschaftsmeisterschaft gewann. 1975 wechselte er zum Regionalligaverein Heiligenhaus, ehe er 1980 wieder zu Borussia Düsseldorf zurückkehrte. Später spielte er bei den Vereinen Wuppertaler SV, Mettmanner TV und Borussia Düsseldorf (ab 1999).
Ab 1980 wurde Hübner bei den Senioren sechsmal deutscher Meister im Einzel und achtmal im Doppel. 1982 gewann er bei der Seniorenweltmeisterschaft in Göteborg in der Altersklasse Ü40 den Titel im Einzel und im Doppel mit Ernst Gomolla. Zwei Jahre später verteidigte er in Helsinki den Titel im Einzel.
Von Beruf war Peter Hübner Diplom-Ingenieur für Klima- und Kältetechnik.